# Stara Synagoga w Ciechanowie
Stara Synagoga w Ciechanowie – zbudowana około 1717 roku u zbiegu ulic Zakroczymskiej (Piłsudskiego) i Staromiejskiej (Psiej) w Ciechanowie. 
Wzniesiona z drewna, została rozebrana na przełomie XIX/XX wieku zapewne z uwagi na stan techniczny. Nie ma natomiast pewności, czy przed wzniesieniem nowej, murowanej synagogi, stała w tym miejscu ta sama drewniana synagoga.